# Абдуллино (Илишевский район)
Абдуллино (баш. Абдулла) — деревня в Илишевском районе Башкортостана, входит в состав Игметовского сельсовета.

## Географическое положение
Расстояние до:
- районного центра (Верхнеяркеево): 20 км,
- центра сельсовета (Игметово): 4 км,
- ближайшей ж/д станции (Буздяк): 102 км.

## Население
| 1795 | 1865 | 1898 | 1906  | 1920  | 1939 | 1959 |
| ---- | ---- | ---- | ----- | ----- | ---- | ---- |
| 200  | ↗621 | ↘340 | ↗1117 | ↗1320 | ↘879 | ↘651 |
| 2002 | 2009 | 2010 |       |       |      |      |
| ↘326 | ↘287 | ↘285 |       |       |      |      |

Национальный состав
Согласно переписи 2002 года, преобладающая национальность — башкиры (94 %).

## Известные уроженцы
- Саетгалиев, Зифкат Исламович — депутат Верховного Совета Башкирской АССР, депутат Государственной Думы ФС РФ первого и второго созыва, депутат Государственного Собрания — Курултая — Республики Башкортостан.
- Рахманов, Талгат Лутфуллович (15 июня 1920 — 24 августа 2010) — советский партийный деятель. Первый секретарь Илишевского райкома КПСС (1962—1987), Герой Социалистического Труда.